# Stenoptilia phaeonephes
Stenoptilodes phaeonephes là một loài bướm đêm thuộc họ Pterophoridae. Loài này có ở Úc, bao gồm Tasmania.
Sải cánh dài khoảng 10 mm.